# قهرمان‌ها دهانشان بوی شیر نمی‌دهد
قهرمان‌ها دهانشان بوی شیر نمی‌دهد (فرانسوی: Les héros n'ont pas froid aux oreilles‎؛ انگلیسی: Heroes Are Not Wet Behind the Ears) یک فیلم کمدی فرانسوی به کارگردانی «شارل نِمِس» است که در سال ۱۹۷۹ منتشر شد.

## بازیگران
- دنیل اوتوی
- ژرار ژونیو
- ژوزیان بالاسکو
- میشل بلان
- تیری لرمیت
- آن ژوسه
- برونو موینو
- کریستوف مالاوُآ
- روژه ریفارد
- رولان ژیرو
- ژرار لانوین
- آنری گیبت
- مارتین لاموت
- مارتین لاروش-ژوبرت
- پاتریشیا کریم